# Aoki Kazuoki
Aoki Kazuoki est un nom japonais traditionnel ; le nom de famille (ou le nom d'école), Aoki, précède donc le prénom (ou le nom d'artiste).
Aoki Kazuoki (青木 一興, 1822-26 septembre 1849) est le 12e daimyo du domaine d'Asada dans la province de Settsu au Japon.
Kazuoki est le sixième fils d'Aoki Kazusada, 10e daimyo du domaine. En 1847, il succède à son frère ainé Shigetatsu qui abdique. Kazuoki meurt le 26 septembre 1849 à l'âge de 28 ans n'ayant été daimyo que pendant deux ans.
Son nom bouddhiste posthume est « 玄了院殿俊徳義勇大居士 » ().

## Source de la traduction
- (en) Cet article est partiellement ou en totalité issu de l’article de Wikipédia en anglais intitulé « Aoki Kazuoki » (voir la liste des auteurs).